# Let the Good Times Roll: The Music of Louis Jordan
Let the Good Times Roll: The Music of Louis Jordan ist ein Album, das B. B. King 1999 bei MCA veröffentlicht hat und das einen Tribut an den R&B-Musiker Louis Jordan darstellt. Jordan war in den 1940er-  und frühen 1950er-Jahren einer der erfolgreichsten afro-amerikanischen Künstler der USA. Er hatte zahlreiche Hits in den Charts und war Autor einer Unzahl von klassischen R&B-Stücken wie zum Beispiel Saturday Night Fish Fry, Let the Good Times Roll, Caldonia oder Choo Choo Ch’Boogie.
Als Beweggrund dafür, ein Tributalbum für Louis Jordan aufzunehmen, gab King an, dass er der Welt zeigen wollte, was die Musik diesem Künstler verdankt. Jordan war der erste Afro-Amerikaner, der die Pop-Charts erreichte, der Konzertsäle mit R&B-Musik füllte, und dessen Gesangsstil als Vorläufer des Rap gelten kann. Obwohl Kings Blues und Jordans Jump Blues weit auseinanderzuliegen scheinen, hat King dieses Album aufgenommen, weil sich sein Showmanship und Elemente seines musikalischen Stils auf Louis Jordan zurückführen lassen. Auf diesem Album ist Kings wichtigster Beitrag der Gesang, was einem bewusst macht, dass King als Sänger oft unterschätzt wird.
Das Album erreichte Platz zwei der Top-Blues-Alben-Charts.

## Titelliste
1. Ain't Nobody Here But Us Chickens – Kramer, Whitney – 2:51
2. Is You Is or Is You Ain’t MyBaby? – Austin, Jordan – 3:22
3. Beware, Brother, Beware – Adams, Lasco, Moore – 3:07
4. Somebody Done Changed the Lock on My Door – Weldon, Weldon – 3:28
5. Ain’t That Just Like a Woman – Demetrius, Moore – 3:30
6. Choo Choo Ch’Boogie – Darling, Gabler, Horton, Jordan – 2:37
7. Buzz Me – Baxter, Moore – 2:52
8. Early Every Morning – Josea, King, Traditional – 4:47
9. I’m Gonna Move to the Outskirts of Town – Razaf, Weldon – 4:49
10. Jack, You’re Dead! – Bishop, Bishop, Miles, Miles – 2:09
11. Knock Me a Kiss – Jackson, Razaf – 2:40
12. Let the Good Times Roll – Moore, Sam Theard – 2:39
13. Caldonia – Moore, Moore – 2:17
14. It’s a Great, Great Pleasure – Jordan, Tennyson – 2:38
15. Rusty Dusty Blues (Mama Mama Blues) – Mayo Williams, Williams – 4:17
16. Sure Had a Wonderful Time Last Night – Demetrius, Jordan, Moore – 3:07
17. Saturday Night Fish Fry – Jordan, Walsh, Walsh – 4:24
18. Nobody Knows You When You’re Down and Out – Cox, Cox – 4:34[2]

## Auszeichnungen
- Grammy-Nominierung 2001 als Best Traditional Blues Album
- Grammy 2001 als Best Pop Collaboration with Vocals[3]

## Kritiken
- …a delightful set of classic pop r&b (…ein wunderbares Album mit klassischem Rhythm & Blues) Down Beat[4]
- ….the album should raise awareness of Jordan's essential catalog…( …das Album sollte die Aufmerksamkeit für Jordans Werk steigern…) Living Blues[5]
- …there are enough good things [here] to please fans of either artist… (Es gibt genügend gute Sachen, die die Fans beider Künstler zufriedenstellt.) Mojo[6]
- …Let the Good Times Roll shows this blues master at the top of his game. (Let the Good Times Roll zeigt den Meister auf dem Gipfel seiner Kunst)[3]